# Yuan Chao
Yuan Chao (chiń. 袁超; ur. 16 grudnia 1974) – chiński judoka. Olimpijczyk z Atlanty 1996, gdzie zajął trzynaste miejsce kategorii 78 kg.
Brązowy medalista mistrzostw Azji w 1995 i uniwersjady w 1995 roku.

## Letnie Igrzyska Olimpijskie 1996
| Konkurencja     | Walki                   | Walki                 | Walki                          | Klas. końcowa |
| Konkurencja     | 1/16                    | 1/8                   | Repasaże                       | Miejsce       |
| --------------- | ----------------------- | --------------------- | ------------------------------ | ------------- |
| waga półśrednia | Arsen Gevorgyan (ARM) W | Djamel Bouras (FRA) P | Konstantin Sawcziszkin (RUS) P | XIII          |